# Филип, Павел Петрович
Па́вел Петро́вич Фили́п (рум. Pavel Filip; род. 10 апреля 1966 года, с. Панашешты, Страшенский район, Молдавская ССР, СССР) — молдавский политический и государственный деятель. Премьер-министр Республики Молдова с 20 января 2016 по 8 июня 2019 года.
Председатель Демократической партии Молдовы с 7 сентября 2019 по 16 октября 2021 года. С 14 января 2011 по 20 января 2016 года — министр информационных технологий и связи Республики Молдова. С 9 июня по 10 июня 2019 года — исполняющий обязанности Президента Республики Молдова, согласно решению Конституционного суда Республики Молдова. 15 июня 2019 года Конституционный суд Республики Молдова провёл пересмотр своих решений, принятых с 7 по 9 июня 2019 года, и аннулировал их, в том числе решение об отстранении президента Игоря Додона от исполнения своих обязанностей.

## Биография
Родился 10 апреля 1966 года в селе Панашешты Страшенского района Молдавской ССР.
В 1983 году поступил в Кишинёвский политехнический институт им. Лазо, который окончил в 1990 году, получив диплом инженера-механика. В 1984—1986 годах проходил службу в армии (отсрочка студентам тогда была отменена). Своё образование Павел Филип продолжил в Международном институте менеджмента (1991—1996).
Трудовую карьеру начал на кишинёвской конфетной фабрике «Букурия». В 1991—1993 годах проработал на фабрике начальником компрессорного отдела; в 1993—1994 годах был директором отдела производства. С 1998 по 2001 года занимал должность главного инженера АО «Букурия», совмещая её с постом заместителя генерального директора по проблемам производства и технологии. С 2001 по 2008 год являлся генеральным директором фабрики.
В 2008—2011 годах Павел Филип был генеральным директором табачной фабрики АО «TUTUN-CTC» (бывший Кишинёвский табачный комбинат).
В политику Филип пришёл в 2011 году, когда был назначен на должность министра информационных технологий и связи Республики Молдова в кабинете Филата. В дальнейшем Павел Филип был переизбран на этом посту в кабинетах Юрия Лянкэ, Кирилла Габурича и Валерия Стрельца. По его инициативе была разработана стратегия «Цифровая Молдавия − 2020».

## Во главе правительства
20 января 2016 года парламентом Республики Молдова утверждён в должности премьер-министра голосами 57 депутатов из 101 (Правительство Павла Филипа). Голосование сопровождалось массовыми протестами, организованными оппозиционными партиями: Платформа «Достоинство и правда», Партией социалистов Республики Молдова и «Нашей партией». Сразу после утверждения нового правительства протестующие, требуя аннулирования решения о назначении правительства, блокировали здание парламента, а затем, прорвав оцепление, ворвались в здание. Через несколько часов протестующие покинули здание парламента, а правительство Павла Филипа было приведено к присяге перед Президентом.
Участвовал в заседании глав государств СНГ в 2017 году. Был освобождён от должности премьер-министра страны 8 июня 2019 года. Однако на следующий день Конституционный суд Республики Молдова отменил это решение и вернул Филипа и.о. премьер-министра страны.

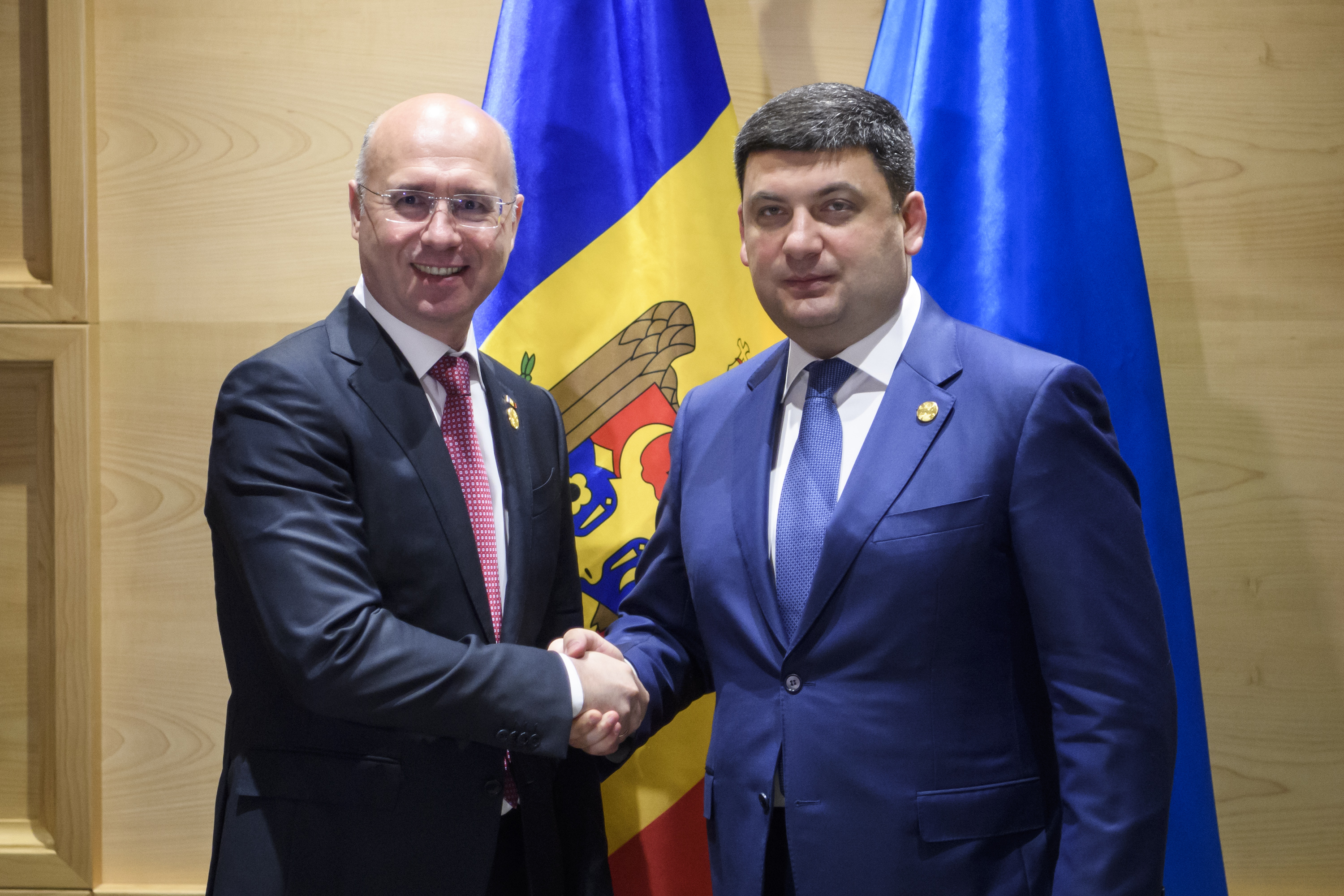
Павел Филип с Премьер-министром Украины Владимиром Гройсманом

После очередного отстранения Президента Республики Молдова Игоря Додона и передачи его полномочий Павлу Филипу, 9 июня 2019 года своим первым указом распустил Парламент Республики Молдова X созыва. При этом парламент и новое правительство отказалось выполнять это решение. Возник политический кризис в стране.
8 июня Европейский союз опубликовал заявление, призывающее к спокойствию и выражающее готовность работать с демократически избранным правительством, не указав, о каком именно правительстве идёт речь. В тот же день российский вице-премьер Дмитрий Козак назвал действия Демократической партии Молдовы «откровенно преступными». Франция, Германия, Польша, Швеция и Великобритания заявили о своей поддержке нового правительства Санду и призвали к сдержанности. После беседы с послом США в Республике Молдова Дереком Хоганом 14 июня кабинет Филипа ушёл в отставку.

## Семья
Женат на Татьяне Филип. В семье Филип двое взрослых детей. Помимо родного румынского языка, владеет русским и английским.

## Награды
В декабре 2013 года Павел Филип был награждён медалью Международного союза электросвязи за вклад в создание в регионе современного информационного общества. В декабре 2014 года президентом Республики Молдова Николаем Тимофти был награждён национальным орденом «Трудовая слава».